# Pensacola gaujoni
Pensacola gaujoni är en spindelart som beskrevs av Simon 1902. Pensacola gaujoni ingår i släktet Pensacola och familjen hoppspindlar. Inga underarter finns listade i Catalogue of Life.